# Hermes de Egio
Hermes de Egión (en griego: Ερμής του Αιγίου) es una escultura romana de tamaño natural del dios mensajero griego Hermes hallada en la ciudad de Egio en el sur de Grecia]a mediados del siglo XIX a. C.. En la actualidad se encuentra en el Museo Arqueológico Nacional de Atenas , con el número de acceso 241. Está casi intacta, con daños menores. 

## Historia
Hermes de Egio fue cincelado durante la época romana, alrededor de la época augustea finales del siglo I a. C. y principios del siglo I d. C., cuando Augusto era emperador.

## Descripción
Esta estatua de tamaño natural mide 17,1 m de altura y está hecha de mármol pentélico. Aunque fue creada en época romana, tiene algunos rasgos e influencia claramente llisipianos.
Hermes está de pie, apoyando su peso sobre la pierna izquierda (contrapposto) mientras que la pierna derecha, relajada, está doblada por la rodilla y ligeramente estirada hacia un lado y hacia atrás. De su hombro izquierdo cuelga una clámide, enrollada alrededor del brazo izquierdo y colgada del soporte de mármol, que aquí adopta la forma de un tronco de árbol. En su mano derecha, Hermes sostiene un bolso, del que no se conserva la parte superior, y en la izquierda un caduceo, que tampoco se conserva. Su cabeza, tallada en forma idealizada, tiene rasgos fuertes y está inclinada hacia la izquierda; su pelo, corto y despeinado, está tallado en forma de mechones de media luna que enmarcan su rostro bastante abajo en la frente.
La estatua guarda cierto parecido con el Hermes de Atalante, pero es de peor calidad que este, y especialmente que el Hermes de Andros.